# Gravel-Weltmeisterschaften
Die Gravel-Weltmeisterschaften sind die vom Weltradsportverband UCI jährlich organisierten Welttitelkämpfe im Gravelrennen. Erstmals fanden sie 2022 statt.

## Geschichte
Gravelrennen hatten sich seit den 2000er Jahren zu einem lose organisierten Breitensport entwickelt, insbesondere in den USA, wo mit den Gravel Worlds bereits eine Veranstaltung den Anspruch erhob, eine Weltmeisterschaft zu sein. Im September 2021 beschloss das Exekutivkomitee der UCI, Gravel als Disziplin innerhalb ihrer Breitensport-Sparte Cyclisme pour tous einzurichten und 2022 eine Rennserie sowie eine Weltmeisterschaft auszurichten.
Im Juni 2022 wurden die beiden ersten Ausrichtungen der Weltmeisterschaften an Italien vergeben. Noch bevor vor der ersten Austragung im Oktober 2022 wurden die weiteren Veranstalter bis 2027 bestimmt. Die Weltmeisterschaften stehen seither jeweils Anfang Oktober im Kalender. Die ersten drei Austragungen der Wettkämpfe zogen jeweils eine Reihe bekannter Fahrer aus den Disziplinen Straße, Cyclocross und Mountainbike an, die die Meisterschaften dominierten, während reine Gravel-Spezialisten bislang nicht zum Zuge kamen.

## Regeln
Bei den Gravel-Weltmeisterschaften wird je ein Rennen in der männlichen bzw. weiblichen der Elite-Kategorie abgehalten, für das die nationalen Verbände Fahrer nach eigenem Ermessen nominieren können. Außerdem werden Weltmeistertitel in den Altersgruppen 19–34, 35–39, 40–44 und so fort für Fahrer ausgetragen, die keinem UCI-registrierten Radsportteam angehören und sich über die UCI Gravel World Series (bzw. frz. Série Mondiale Gravel UCI) für den Start qualifizieren.
Zugelassen für die Titelrennen waren zunächst alle unmotorisierten Räder, lediglich Bügelerweiterungen oder Triathlonlenker waren nicht erlaubt. 2024 schrieb das Reglement den Gebrauch von Gravelbikes, Rennrädern oder Cyclocrossrädern vor, Mountainbikes waren ausgeschlossen. Fahrer müssen sich unterwegs bei mechanischen Problemen selbst helfen, nur an ausgewiesenen Verpflegungszonen kann von Mechanikern Unterstützung geleistet werden. Laufräder dürfen unterwegs getauscht werden, das gesamte Rennen muss jedoch mit demselben Rahmen bestritten werden.

## Austragungen
Bis einschließlich 2024 fanden die Weltmeisterschaften 3 Mal statt. Die Ausgabe 2025 sollte ursprünglich in Nizza stattfinden, das sich jedoch wieder zurückzog. Die Weltmeisterschaften sollen nunmehr in der niederländischen Provinz Limburg stattfinden. Auch die übrigen Gastgeber bis 2029 stehen bereits fest.
- 2022:  Cittadella
- 2023:  Pieve di Soligo
- 2024:  Leuven
- 2025:  Limburg
- 2026:  Nannup
- 2027:  Haute-Savoie
- 2028:  Al-Ula
- 2029:  Villars-sur-Ollon

## Palmarès

### Männer Elite
| Jahr | Austragungsort  | Gold                 | Silber             | Bronze               |
| ---- | --------------- | -------------------- | ------------------ | -------------------- |
| 2022 | Cittadella      | Gianni Vermeersch    | Daniel Oss         | Mathieu van der Poel |
| 2023 | Pieve di Soligo | Matej Mohorič        | Florian Vermeersch | Connor Swift         |
| 2024 | Leuven          | Mathieu van der Poel | Florian Vermeersch | Quinten Hermans      |

### Frauen Elite
| Jahr | Austragungsort  | Gold                   | Silber         | Bronze         |
| ---- | --------------- | ---------------------- | -------------- | -------------- |
| 2022 | Cittadella      | Pauline Ferrand-Prévot | Sina Frei      | Chiara Teocchi |
| 2023 | Pieve di Soligo | Katarzyna Niewiadoma   | Silvia Persico | Demi Vollering |
| 2024 | Leuven          | Marianne Vos           | Lotte Kopecky  | Lorena Wiebes  |